# Leuropus
Leuropus is een geslacht van kevers uit de familie van de loopkevers (Carabidae). De wetenschappelijke naam van het geslacht is voor het eerst geldig gepubliceerd in 1947 door Andrewes.

## Soorten
Het geslacht Leuropus is monotypisch en omvat slechts de volgende soort:
- Leuropus rubellus Andrewes, 1947